# Ryan Tully
Ryan Tully (...) è un ex giocatore di football americano statunitense che ha giocato come linebacker.

## Palmarès
- 1 Mondiale (2007)